# Phare de Cabo Curioso
Le phare de Cabo Curioso (en espagnol : Faro Cabo Dañoso) est un phare actif situé au nord de la baie de San Julián (es) (département de Magallanes), dans la Province de Santa Cruz en Argentine.
Il est géré par le Servicio de Hidrografía Naval (SHN) de la marine.

## Histoire
Le phare a été mis en service le 1er août 1922 à 14 km au nord-est de la ville de Puerto San Julián.
Il était, à l'origine, alimenté à l'acétylène. À partir de l'an 2000, il a été électrifié à l’énergie solaire fournie par des panneaux solaires photovoltaïques.

## Description
Ce phare est une tour pyramidale à claire-voie en béton armé, avec une galerie et une lanterne circulaire de 23 m de haut. La tour est peinte en blanc avec une bande centrale blanche et la lanterne est noire. Son feu fixe émet, à une hauteur focale de 92 m, trois longs éclat blanc, séparés par 5 secondes, rouge et vert selon secteurs de 1.5 secondes par période de 45 secondes. Sa portée est de 13.7 milles nautiques (environ 25 km) pour le feu blanc et 6.9 milles nautiques (environ 13 km) pour le feu rouge, quand les conditions d'entrée du port sont dangereuses. et 7 milles nautiques (environ 13 km) pour le feu vert. 
Il porte un radar Racon émettant les lettres CG depuis 1979. Il est doté d'un Système d'identification automatique.
Identifiant : ARLHS : ARG-024 - Amirauté : G1162 - NGA : 110-19964.

## Caractéristique dufeu maritime
Fréquence : 45 secondes (W-W-W)
- Lumière : 1.5 secondes
- Obscurité : 9 secondes
- Lumière : 1.5 secondes
- Obscurité : 22.5 secondes

### Lien connexe
- Liste des phares d'Argentine